# Пивоварово (Удмуртия)
Пивоварово — деревня в Завьяловском районе Республики Удмуртия Российской Федерации.

## География
Расположен в центральной части республики, на реке Якшурка, в 32 км к западу от центра Ижевска. Река запружена. На противоположном берегу находится деревня Троицкое.

### Уличная сеть
- Дачная улица
- Центральная улица

## История
Входила в Среднепостольское (сельское поселение) с момента его образования в результате реформы местного самоуправления в 2005 году.
25 июня 2021 года в связи с преобразованием муниципального района в муниципальный округ и упразднением Среднепостольского сельского поселения, входит в муниципальное образование «Муниципальный округ Завьяловский район Удмуртской Республики».

## Население
| 2010 | 2012 |
| ---- | ---- |
| 8    | ↗10  |